# Skjold Oliefelt
Skjold Oliefelt är ett oljefält i den danska delen av Nordsjön. Det ligger cirka 245 km väster om Esbjerg och 500 km väster om huvudstaden Köpenhamn.
Fältet togs i drift 1982 som ett satellitfält till det större Gormfältet. Fram till 2014 har Skjold producerat 46 miljoner kubikmeter olja. Fältet har två utvinningsplattformar samt en bostadsplattform för 16 personer.